# همگون‌سازی اجباری

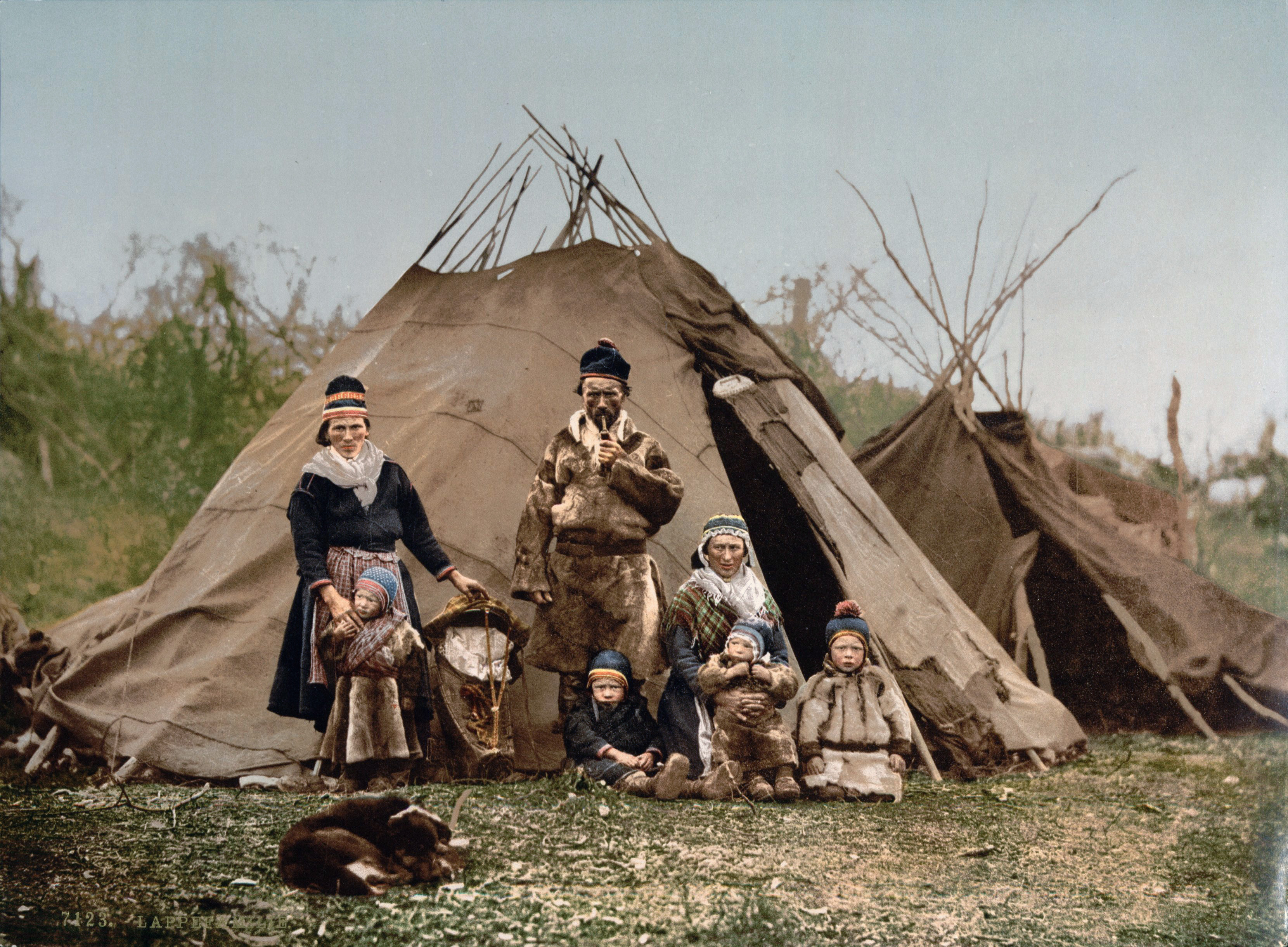
یک خانواده بومی سامی از شمال اروپا در نروژ حدود سال ۱۹۰۰

همگون‌سازی اجباری یا همسان‌سازی اجباری (انگلیسی: Forced assimilation) جذب اجباری و روندی ناخواسته‌ای از همگون‌سازی فرهنگی گروه‌های اقلیت مذهبی یا قومی است که در طی آن گروهی مجبور به پذیرش زبان، هویت اجتماعی، هنجارها، آداب و رسوم، عرف، سنت‌ها، ارزش‌ها، ذهنیت، ادراکات، سبک زندگی و همچنین اغلب دین و ایدئولوژی متعلق به فرهنگ غالب اجتماع تأسیس شده توسط حکومت می‌شوند.
همچنین اجبار در پذیرش یک زبان، در قانونگذاری، آموزش، ادبیات و پرستش به عنوان جذب اجباری محسوب می‌شود. برخلاف پاک‌سازی قومی، جمعیت محلی به‌طور کامل نسل‌کشی نمی‌شود و ممکن است مجبور به ترک منطقه خاصی شود یا نشوند. در عوض جمعیت با زور جذب می‌شود. همگون‌سازی اجباری اغلب پس از تغییر ملیت یک منطقه به دلیل تبعات پس از جنگ استفاده می‌شده‌است.
مفهوم ملی‌گرایی مبتنی بر «مردمی» بود که از طریق نژاد (انسان)، دین، زبان و فرهنگ با یکدیگر پیوند مشترک داشتند. علاوه بر این، ناسیونالیسم تأکید می‌کرد که هر «قومی» حق داشتن ملت خود را دارد. بسیاری از تاریخ اروپا در نیمه دوم قرن ۱۹ و نیمه اول قرن ۲۰ می‌تواند به عنوان تلاش برای تنظیم مجدد مرزهای ملی با این مفهوم «یک قوم، یک ملت» درک می‌شود. چنین پدیده‌ای در ژاپن و کره (کشور) نیز رخ داده‌است، زیرا دو کشور خود را به عنوان یک کشور تک ملتی اعلام کرده بودند، اقلیت‌های قومی باید قرن‌ها هویت ملی خود را پنهان می‌کردند و بسیاری از آنها در فرهنگ غالب جذب شدند. مانند قوم آینو (ژاپن) و مردم ریوکیو در ژاپن، مهاجران امپراتوری گوگوریو، بالهایی و مردمان تونگوز در کره. به‌طور مشابه، تایلند نیز درصدد بود تا مهاجران چینی خود را با اعطای تابعیت تایلندی تنها در صورتی که از تمام وفاداری خود به چین صرف نظر کنند، زبان تایلندی یاد بگیرند، نام خود را تغییر دهند و فرزندان خود را به مدارس تایلند بفرستند، جذب کند.
در ایالات متحده و کانادا، همگون‌سازی اجباری از طریق مدارس شبانه‌روزی بومیان کانادا و مدارس شبانه‌روزی بومیان آمریکا علیه مردم بومی انجام می‌شد.
دست کم یک میلیون نفر از اقلیت مسلمان اویغورها (اسلام در چین) در اردوگاه‌های کار اجباری سین‌کیانگ در سین‌کیانگ، تحت عنوان «اردوهای بازآموزی»، با هدف تغییر تفکر سیاسی زندانیان، هویت و اعتقادات مذهبی آنها، بازداشت شده‌اند.